# Sclafani Bagni
Sclafani Bagni è un comune italiano di 363 abitanti della città metropolitana di Palermo in Sicilia. 
È il comune meno abitato della città metropolitana palermitana. L'appellativo "Bagni" fu aggiunto dal 1954 con Legge regionale n. 69/53, per evidenziare la presenza nelle campagne di una sorgente naturale di acqua calda che nei secoli precedenti ha visto anche dei tentativi di sfruttamento termale.
Fa parte del Parco delle Madonie.

## Storia
Su un'origine antica di Sclafani hanno a lungo speculato senza molto fondamento gli eruditi locali, riferendovi un passo di Diodoro Siculo, che parlando di scontri armati avvenuti attorno al 306 a.C. tra Agatocle e Dinocrate, cita il monte Gorgium e il centro di Ambica: il primo sarebbe identificabile con la montagna sopra Caltavuturo, mentre il secondo corrisponderebbe al centro abitato di Sclafani.
La posizione del paese, nell'entroterra di Imera, in luogo naturalmente fortificato a controllo delle vie di penetrazione verso l'interno, rendono possibile ipotizzare un insediamento di tipo militare anche in epoca antica, ma ne manca qualsiasi prova archeologica.
L'etimologia del nome è stata anche riportata ad un ipotetico Aesculapiii Fanum (tempio di Esculapio), mentre il nome arabo fu ‘Isqlafinah o Sqlafiah.
Il primo riferimento certo a Sclafani risale alla Cronaca di Cambridge, nella quale si cita un episodio del 938 nel quale, nel contesto delle lotte fra varie fazioni musulmane per il controllo della Sicilia, Halil (uno dei signori della guerra), ottenuti rinforzi dall'Africa, riuscì a sottomettere le rocche di Caltavuturo, Collesano e Sclafani. Alcuni labili indizi permettono tuttavia di supporre l'esistenza anche di una precedente fase bizantina.
Dopo la conquista normanna (1060-1091) viene introdotto in Sicilia il sistema feudale e Sclafani viene assegnata inizialmente a Giordano d'Altavilla, figlio del conte Ruggero e signore di Noto e Caltanissetta, e successivamente alla sorella di costui Matilda, sposa del principe Ranulfo Maniaci, discendente dal comandante bizantino Giorgio Maniace, principe e vicario dell'Imperatore di Costantinopoli, è successivamente alla loro figlia Adelasia, moglie di Rinaldo Avenei. Passa quindi a Giovanni di Sclafani, a Goffredo di Montescaglioso (nel 1155) e a molti altri. Nei documenti medievali il toponimo è documentato come Scafa, oppure come  Scafana, o ancora Sclafana.
Nel 1131 il paese passa dalla diocesi di Troina, a quella di Cefalù.
Dall'epoca normanna a quella aragonese il territorio di Scifani appare punteggiato di "casali" (piccoli agglomerati rurali), caratterizzati da insediamenti aperti, privi di mura, abitati da poche decine di persone, il cui ricordo si trova nella toponomastica di alcune contrade.
Nella prima metà del XIV secolo il feudo è in possesso di Matteo Sclafani, conte di Adernò, il costruttore di palazzo Sclafani a Palermo (1330), che detiene uno dei domini economicamente e strategicamente più importanti di tutta la Sicilia. Il centro abitato di Sclafani si amplia e viene costruita la cinta muraria e rimaneggiato il castello, posto su un bastione roccioso naturale accessibile solo da sud e raccordato alle nuove mura cittadine. Intorno al castello il centro abitato si era andato sviluppando secondo uno schema "ad avvolgimento".
Matteo Sclafani morì senza lasciare eredi maschi. Le figlie Luisa e Margherita erano andate in spose rispettivamente nelle famiglie Peralta e Moncada, che si contesero a lungo il feudo. Alla metà del Quattrocento nel territorio di Sclafani esistevano diversi mulini per la lavorazione del tessuto di lana. Nel 1483 viene istituita per il 13 agosto di ogni anno, la fiera di Sant'Ippolito.
Nel Cinquecento e Seicento la contea di Sclafani viene lentamente smembrata attraverso le vendite di fondi e terreni. A differenza degli altri centri delle Madonie la popolazione non sembra aumentare in modo significativo, a causa soprattutto della nascita di nuovi abitati nel territorio. La tendenza si invertirà solo agli inizi del Novecento.

## Società

### Evoluzione demografica
Abitanti censiti

## Clima
| Sclafani Bagni      | Mesi | Mesi | Mesi | Mesi | Mesi | Mesi | Mesi | Mesi | Mesi | Mesi | Mesi | Mesi | Stagioni | Stagioni | Stagioni | Stagioni | Anno |
| Sclafani Bagni      | Gen  | Feb  | Mar  | Apr  | Mag  | Giu  | Lug  | Ago  | Set  | Ott  | Nov  | Dic  | Inv      | Pri      | Est      | Aut      | Anno |
| ------------------- | ---- | ---- | ---- | ---- | ---- | ---- | ---- | ---- | ---- | ---- | ---- | ---- | -------- | -------- | -------- | -------- | ---- |
| T. max. media (°C)  | 9,6  | 10,2 | 11,8 | 14,7 | 19,7 | 24,3 | 27,4 | 27,5 | 23,9 | 18,9 | 14,5 | 11,1 | 10,3     | 15,4     | 26,4     | 19,1     | 17,8 |
| T. min. media (°C)  | 4,8  | 4,8  | 5,9  | 8,1  | 11,9 | 16,0 | 18,8 | 19,2 | 16,6 | 12,9 | 9,2  | 6,5  | 5,4      | 8,6      | 18,0     | 12,9     | 11,2 |
| Precipitazioni (mm) | 66   | 54   | 47   | 40   | 24   | 8    | 8    | 15   | 37   | 74   | 69   | 70   | 190      | 111      | 31       | 180      | 512  |

## Le confraternite
Grande importanza nella vita cittadina del XVI e XVII secolo ebbero le due maggiori confraternite, di San Giacomo e di San Filippo, ciascuna legata all'omonima chiesa. Furono soprattutto i membri di queste confraternite a pagare i numerosi interventi di rifacimento e arredo degli edifici testimoniati dai documenti.
La festa di San Giacomo era caratterizzata da un'importante fiera, in occasione della quale i rettori della confraternita eleggevano il "maestro del mercato" (“magistrum nundinarum”), che aveva il compito di dirimere eventuali controversie legate alle attività stesse della fiera
Il ruolo delle confraternite nella vita e nel controllo sociale delle comunità locali si evidenzia ancora nell'uso di promettere, dinanzi ad un notaio somme consistenti come penalità in caso si venisse sorpresi a giocare, allo scopo di vincere il vizio.
Della vita cittadina faceva parte anche la competizione tra le confraternite, che in alcuni casi sfociava in vere e proprie contese. Queste probabilmente non avevano solo motivazioni religiose e devozionali, ma dovevano investire aspetti inerenti alla più larga sfera sociale e toccare la coesione stessa della comunità. Le due confraternite di Sclafani erano venute per esempio a contrasto a causa del rifiuto reciproco di accompagnare con le proprie insegne le processioni della rivale, a causa delle discussioni relative all'ordine in cui le statue dei santi dovessero sfilare nella processione: nel 1623 la ritrovata concordia fu sancita con apposito solenne atto presso un notaio.

## Monumenti e luoghi d'interesse

### Architetture religiose
- Chiese di Santa Maria Assunta (chiesa madre)
- Chiesa di San Filippo
- Chiesa di San Giacomo

#### Chiese non più esistenti
- Chiesa di San Pietro (esistente nel 1459)
- Chiesa di Sant'Antonio, fuori le mura. Vi era conservata una statua lignea di Sant'Antonio.
- Chiesa del Salvatore, chiesa di San Leonardo, chiesa di San Calogero e chiesa di San Vito, citate fuori le mura.
- Chiesa di San Nicolò, che ospitava una statua del santo titolare e l'omonima confraternita.
- Chiesa dell'Annunziata, ricostruita nel 1604.
- Chiesa di Santa Rosalia (esistente nel 1741).
- Chiesa di San Rocco.
- Chiesa di San Biagio, con tela del santo titolare del pittore Matteo Sammarco del 1654.

Nel 1752 su una popolazione di 1 026 abitanti vi erano 17 sacerdoti.

#### Monastero di clausura di Santa Chiara
Il monastero fu fondato e dotato di rendite nel 1629 da don Sebastiano La Chiana, vicario parrocchiale, in case di sua proprietà presso la chiesa matrice, che comprendevano una chiesa dedicata a San Sebastiano. Nel 1636 la fondazione venne sancita dal vescovo di Cefalù. Le dodici monache seguivano la regola di clausura di Santa Chiara.
Il monastero fu soppresso nel 1867.

### Architetture militari

#### Il castello
Del castello, rimaneggiato nel XIV secolo da Matteo Sclafani, rimangono solo pochi resti:
- una torre, che conserva tre piani, i primi due con feritoie rivolte verso sud e l'ultimo con una più ampia apertura, costruiti con mura spesse circa mezzo metro in pietra non lavorata;
- il portale di accesso della cinta cittadina raccordata al castello, ogivale e sormontato dallo stemma della famiglia Sclafani (due gru che si beccano, l'una d'argento in campo nero e l'altra nera in campo d'argento)

In occasione del restauro di quel che rimane del complesso fortificato (1990) sono stati rinvenuti resti ceramici databili al XV e al XVI secolo.

## Amministrazione
Di seguito è presentata una tabella relativa alle amministrazioni che si sono succedute in questo comune.
| Periodo          | Periodo        | Primo cittadino     | Partito                     | Carica              | Note  |
| ---------------- | -------------- | ------------------- | --------------------------- | ------------------- | ----- |
| 22 luglio 1986   | 1º luglio 1991 | Giacomo Dubolino    | Partito Socialista Italiano | Sindaco             | [ 7 ] |
| 1º luglio 1991   | 15 maggio 1995 | Giacomo Dubolino    | Partito Socialista Italiano | Sindaco             | [ 7 ] |
| 15 maggio 1995   | 9 aprile 1998  | Mario Chimento      | lista civica                | Sindaco             | [ 7 ] |
| 30 novembre 1998 | 27 maggio 2003 | Alessandro Nasca    | lista civica                | Sindaco             | [ 7 ] |
| 27 maggio 2003   | 17 giugno 2008 | Alessandro Nasca    | lista civica                | Sindaco             | [ 7 ] |
| 13 novembre 2006 | 17 giugno 2008 | Sebastiano Rampulla |                             | Comm. straordinario | [ 7 ] |
| 17 giugno 2008   | 10 giugno 2013 | Giuseppe Leone      | lista civica                | Sindaco             | [ 7 ] |
| 10 giugno 2013   | in carica      | Giuseppe Leone      | lista civica                | Sindaco             | [ 7 ] |

## Infrastrutture e trasporti
Il comune è interessato dalle seguenti direttrici stradali: